# سوپرمن ۳
سوپرمن ۳ (به انگلیسی: Superman III) یک فیلم سینمایی آمریکایی در ژانر ابرقهرمانی و عنوان سومین قسمت از مجموعه فیلم‌های سوپرمن است که توسط ریچارد لستر کارگردانی و در سال ۱۹۸۳ میلادی اکران شد.

## بازیگران
- کریستوفر ریو در نقش کلارک کنت / سوپرمن
- جکی کوپر
- ریچارد پریور
- انت اوتول
- مارگو کیدر
- مارک مک‌کلور
- آنی راس
- هلن هورتون